# Cometes zikani
Cometes zikani är en skalbaggsart som beskrevs av Julius Melzer 1926. Cometes zikani ingår i släktet Cometes och familjen långhorningar. Inga underarter finns listade i Catalogue of Life.